# 제9군 (독일 국방군)
제9군(독일어: 9. Armee / Armeeoberkommando 9)은 제2차 세계 대전 당시에 활동했던 독일 국방군 육군의 야전군였다. 오데르강 너머로 진격해오는 붉은 군대에 맞서 베를린 공방전 기간 동안 테오도어 부세의 지휘 하에 베를린 근교를 방어하였으나, 부족한 물자와 지원의 부재 속에서 소련군의 맹공을 버티지 못하고 붕괴되었다.

## 같이 보기
- 중부 집단군